# فولتون ماكجريجور
فولتون ماكجريجور هو سياسي بريطاني، ولد في 24 يوليو 1980. نشط حزبياً في الحزب الوطني الإسكتلندي. في 2016 Scottish Parliament election ‏، انتخب Member of the 5th Scottish Parliament ‏ عن دائرة Coatbridge and Chryston (Scottish Parliament constituency) ‏ وقد انضم خلال فترته النيابية ‏ (5 مايو 2016 – ) للكتلة البرلمانية الحزب الوطني الإسكتلندي.